# Hogna tantilla
Hogna tantilla är en spindelart som först beskrevs av Bryant 1948.  Hogna tantilla ingår i släktet Hogna och familjen vargspindlar. Inga underarter finns listade i Catalogue of Life.